# Inspekcja Nasienna
Inspekcja Nasienna – jednostka organizacyjna Ministra Rolnictwa istniejąca w latach 1962–2002, ustanowiona w celu sprawowania kontroli nad przestrzeganiem przepisów dotyczących obrotu handlowego materiałem siewnym.

## Działalność
Na podstawie rozporządzenie Ministra Rolnictwa z 1962 r. w sprawie organizacji i zakresu działania Inspekcji Nasiennej oraz uprawnień, obowiązków i trybu postępowania jej organów ustanowiono Inspekcję Nasienną.
Inspekcja Nasienna podporządkowana była Ministrowi Rolnictwa.
Inspekcja Nasienna sprawowała kontrolę nad materiałem siewnym, w tym w szczególności do zakresu działania Inspekcji Nasiennej należała:
- kontrola przedsiębiorstw i innych jednostek prowadzących obrót handlowy materiałem siewnym,
- kontrola przedsiębiorstw i gospodarstw rolnych organizujących lub wykonywających produkcję nasienną w zakresie niezbędnym do dokonywania ustaleń w toku kontroli, o jakiej mowa w pkt 1,
- kontrola prawidłowości przechowywania i gospodarowania zapasami państwowej rezerwy nasiennej przez przedsiębiorstwa zobowiązane do jej przechowywania,
- kontrola przestrzegania norm i innych warunków obowiązujących w zakresie czyszczalnictwa, suszarnictwa, przechowywania, sporządzania zestawów i mieszanek materiału siewnego oraz dysponowania odpadami z czyszczalnictwa nasiennego,
- nadzór nad kontrolą wewnętrzną przedsiębiorstw prowadzących obrót handlowy materiałem siewnym kwalifikowanym i handlowym,
- nadzór nad działalnością urzędowych i zakładowych próbobiorców materiału siewnego,
- kontrola przestrzegania przez laboratoria oceny nasion uprawnień w zakresie oceny materiału siewnego nadanych przez Ministra Rolnictwa,
- przeprowadzanie dochodzeń w sprawach reklamacji co do jakości materiału siewnego sprzedawanego przez przedsiębiorstwa i jednostki prowadzące handlowy obrót materiałem siewnym.

Centralnym organem Inspekcji Nasiennej było Ministerstwo Rolnictwa – Wydział Gospodarki Nasiennej.
Terenowymi organami Inspekcji były właściwe do spraw rolnych organy prezydiów wojewódzkich rad narodowych oraz powiatowi inspektorzy kontroli nasiennej we właściwych do spraw rolnych organach prezydiów powiatowych rad narodowych.
Kierownik właściwego do spraw rolnych organu prezydium wojewódzkiej rady narodowej mógł do wykonywania zadań Inspekcji Nasiennej upoważnić pracowników podporządkowanego mu wojewódzkiego inspektoratu kontroli materiału siewnego.
Do zakresu działania centralnego organu Inspekcji Nasiennej należały w szczególności:
- ustalanie wytycznych planów pracy i szkolenia terenowych organów Inspekcji Nasiennej,
- nadzorowanie działalności terenowych organów Inspekcji Nasiennej,
- zlecanie określonych zadań terenowym organom Inspekcji Nasiennej,
- przeprowadzanie wyrywkowych kontroli w terenie,
- organizowanie i przeprowadzanie kontroli specjalnych – przy pomocy terenowych organów Inspekcji Nasiennej – bez względu na miejsce ich zwykłej działalności.

Do zakresu działania wojewódzkich organów Inspekcji Nasiennej należały w szczególności:
- nadzorowanie działalności inspektorów powiatowych i szkolenie ich,
- przeprowadzanie wyrywkowej kontroli w terenie,
- organizowanie sieci urzędowych i zakładowych próbobiorców materiału siewnego, szkolenie próbobiorców i nadzorowanie ich działalności,
- opiniowanie wniosków o udzielenie zezwoleń na prowadzenie obrotu handlowego nasionami,
- orzekanie w sprawach odwołań jednostek kontrolowanych od orzeczeń wydanych przez powiatowe organy Inspekcji Nasiennej.

Do zakresu działania powiatowych organów Inspekcji Nasiennej należały w szczególności:
- przeprowadzanie systematycznych kontroli w terenie,
- kontrolowanie działalności urzędowych i zakładowych próbobiorców materiału siewnego,
- przeprowadzanie dochodzeń w sprawach reklamacji dotyczących jakości materiału siewnego i wydawanie orzeczeń w tych sprawach,
- prowadzenie ewidencji zgłoszonych i załatwionych reklamacji,
- kontrola przedsiębiorstw handlowych w zakresie przestrzegania warunków, jakim powinny odpowiadać jednostki wykonujące handlowy obrót materiałem siewnym.

W razie potrzeby organy Inspekcji Nasiennej mogły zasięgać opinii rzeczoznawców. W tym celu wojewódzkie organy Inspekcji Nasiennej powoływały rzeczoznawców do spraw nasiennictwa w liczbie odpowiadającej potrzebom miejscowym.
Rzeczoznawcą do spraw nasiennictwa mogła być tylko osoba z wyższym bądź średnim wykształceniem rolniczym oraz z co najmniej 10-letnią praktyką w swej specjalności.
Organami Inspekcji Nasiennej były okręgowe inspektoraty zorganizowane we wszystkich województwach. Okręgowe inspektoraty były jednostkami budżetowymi finansowanymi z budżetu centralnego Ministerstwa Rolnictwa.
Zadaniem inspekcji było sprawdzanie i uznawanie materiału siewnego za kwalifikowany lub handlowy oraz kontrolowanie materiału siewnego w produkcji i obrocie.
Okręgowe inspektoraty uprawnione były do:
- kontroli produkcji, skupu i uznawania materiału siewnego oraz obrotu materiałem siewnym,
- zakwalifikowania lub dyskwalifikowania plantacji nasiennych i materiału siewnego,
- przeklasyfikowanie materiału siewnego,
- wydawania opinii dotyczących jakości materiału siewnego.

Na podstawie ustawy z 2002 r. o zmianach w organizacji i funkcjonowaniu centralnych organów administracji rządowej i jednostek im podporządkowanych oraz o zmianie niektórych ustaw zniesiono Inspekcją Nasienną i ustanowiono Inspekcję Ochrony Roślin i Nasiennictwa.